# Escac de ponent
L'escac de ponent (Melanargia ines) és una espècie de lepidòpter papilionoïdeu de la família dels nimfàlids (Nymphalidae) present als Països Catalans.

## Distribució
S'estén de forma àmplia per la península Ibèrica, excepte l'extrem nord, i pel nord d'Àfrica, des del Marroc fins a Líbia. Absent de les principals illes mediterrànies. A Catalunya, té una presència molt escassa, concretament a l'extrem oest de la Depressió Central i a l'entorn de les Muntanyes de Prades i de la Serra del Montsant.

## Descripció
Envergadura alar d'entre 42 i 50 mm. Sense dimorfisme sexual evident. Anvers de color blanc amb taques negres. Ala anterior amb una franja negra gruixuda que travessa la cel·la. L'ala posterior té una banda d'ocels negres amb centre blavós prop del marge. El revers és molt semblant a l'anvers, però l'ala anterior presenta la punta més pàl·lida i un o dos ocels ataronjats amb centre blau. L'ala posterior presenta les venes marcades per fines línies negres i té una sèrie de grans ocels a la part exterior amb el centre de color blanc i anells concèntrics, de dins cap a fora, blau, taronja, groc i negre.

## Hàbitat
Prats secs, zones rocalloses i brolles obertes. Rang altitudinal des del nivell del mar fins als 2600 m a la Serralada de l'Atles. L'eruga s'alimenta de gramínies, com ara Brachypodium o Stipa.

## Període de vol i hibernació
Vola en una sola generació entre finals de març i finals de juny, segons la localitat. Hiberna com a eruga.

## Conservació
A Catalunya, es tracta d'una papallona molt escassa, tot i que se'n desconeix el seu estat poblacional. Les principals amenaces són l'alteració o destrucció dels seus hàbitats, així com la intensificació o expansió dels conreus que poden destruir les zones de gramínies on viu l’espècie. Per aquests motius, està inclosa al Catàleg de fauna salvatge autòctona amenaçada i de mesures de protecció i de conservació de la fauna salvatge autòctona protegida, en la categoria En perill d’extinció.

## Espècies ibèriques similars
- Melanargia lachesis
- Melanargia galathea
- Melanargia russiae
- Melanargia occitanica